# Нилс Акселсон
Нилс Акселсон (Хелсингборг, 18. јануар 1906 — 18. јануар 1989) био је шведски фудбалски дефанзивац који је играо за Шведску на Светском првенству у фудбалу 1934. На клупском нивоу је играо за Хелсингборг. Тада је 1936. године дат у олимпијски тим који је требало да иде у Берлин, али је то одбио због нацистичког режима. Тиме је, заједно са још тројицом играча, направио једну од првих политичких позиција елитних спортиста у Шведској.

## Фудбалска каријера
Акселсон је одрастао у округу Фалтабакен у Хелсингборгу. Своју фудбалску каријеру је започео у ФК Енеборгс, а затим је прешао у Хелсингборг у лето 1927.
Тамо је постао познат по елегантном стилу игре заснованом на доброј техници, контроли лопте и добром осећају за лопту. Акселсона су звали "Елегантни елегантан" и одиграо је целу своју каријеру без упозорења; међутим, био је само један гол за ХИФ током 584 утакмице које је одиграо са клубом. Тамошња каријера се поклопила са процватом клуба и помогао је у освајању пет титула 1929, 1930, 1933, 1934. и 1941.
Током година 1934–35, Акселсон је био на врхунцу своје каријере и током ових година одиграо је 15 мечева у репрезентацији Шведске и учествовао у првој утакмици Светског првенства у историји ове земље, против Аргентине 27. маја 1934. године. Одиграо је још осам утакмица у дресу репрезентације, али су оне биле распоређене на период од седам година. Акселсон је био један од четворице шведских фудбалера који су бојкотовали Летње олимпијске игре 1936. у Немачкој, према сопственој изјави из идеолошких разлога.
Акселсон је завршио своју каријеру у Хелсингборгу 1944. године, а затим се преселио у Билехолмс где је остао четири године, између осталог и као тренер.